# تپه صحنه ۲
تپه صحنه ۲ مربوط به مس و سنگ است و در صحنه، داخل شهر، کنار قروباغه تپه واقع شده و این اثر در تاریخ ۳۰ تیر ۱۳۸۴ با شمارهٔ ثبت ۱۲۲۱۱ به‌عنوان یکی از آثار ملی ایران به ثبت رسیده است.